# Brachirus panoides
Brachirus panoides är en fiskart som först beskrevs av Bleeker, 1851.  Brachirus panoides ingår i släktet Brachirus och familjen tungefiskar. IUCN kategoriserar arten globalt som livskraftig. Inga underarter finns listade.